# Saint-Joseph (Manica)
Saint-Joseph è un comune francese di 833 abitanti situato nel dipartimento della Manica nella regione della Normandia.

## Società

### Evoluzione demografica
Abitanti censiti